# PinchukArtCentre
Das PinchukArtCentre ist ein im September 2006 eröffnetes, privates Museum und Kunstzentrum in der ukrainischen Hauptstadt Kiew. Finanzier und Namensgeber ist der ukrainische Oligarch und Philanthrop Wiktor Pintschuk, geführt wird das Museum durch die Viktor Pinchuk Foundation.
Es präsentiert sich selbst als ein internationales Zentrum für zeitgenössische Kunst und insbesondere ukrainische Kunst seit den 1980er Jahren. Es ist das erste privatfinanzierte Museum sowie das größte Privatmuseum auf dem Gebiet der ehemaligen Sowjetunion.
Von Oktober 2008 bis 2015 wurde das PinchukArtCentre von Eckhard Schneider geleitet, seit 2015 ist der Belgier Björn Geldhof Direktor.

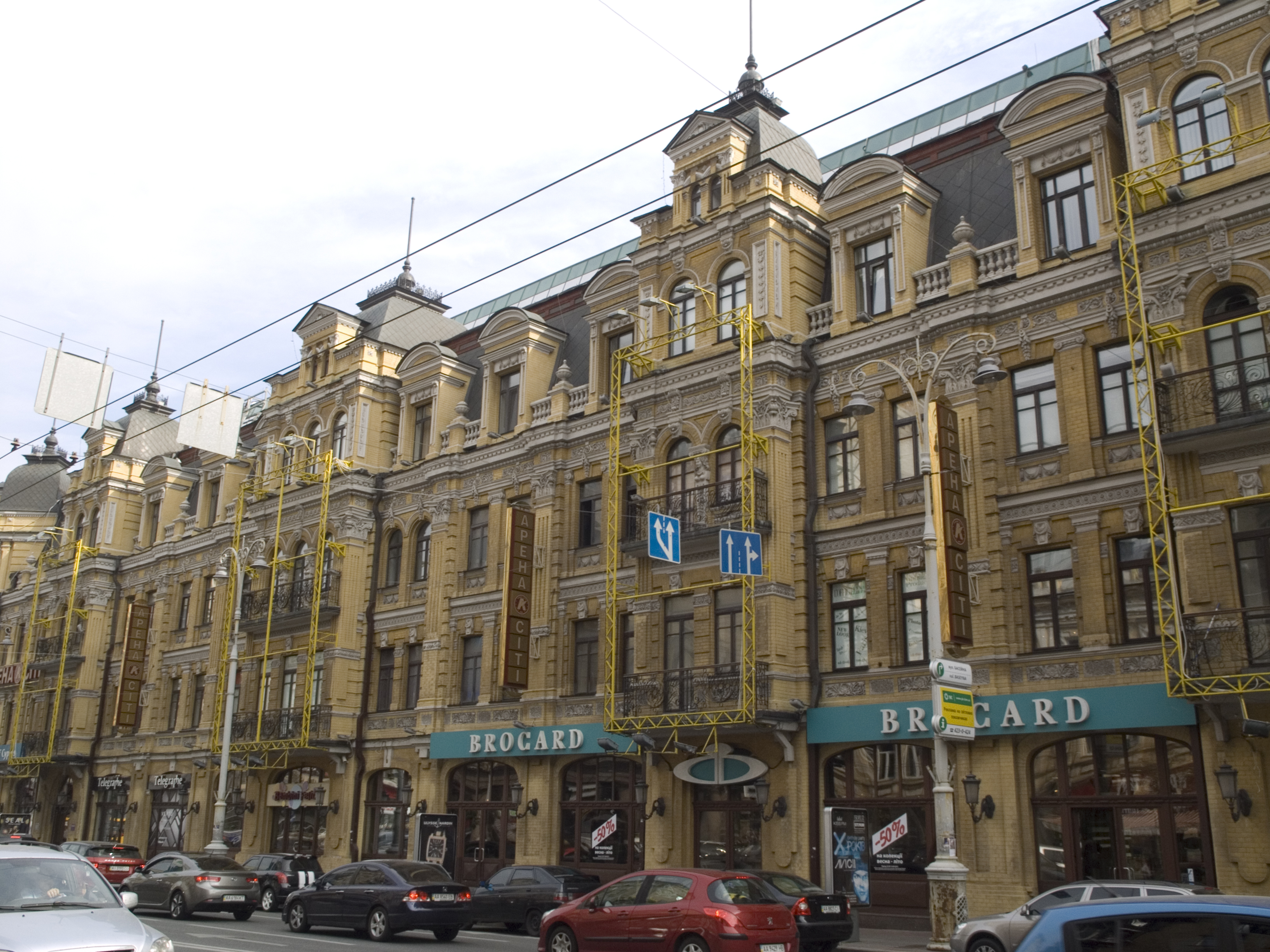
Frontansicht des Museums (Foto: 2012)

Die Außen- und Innenarchitektur des Kunstzentrums mit einer Ausstellungsfläche von über 3000 m² stammt von dem französischen Architekten Philippe Chiambaretta. Laut eigenen Angaben kann das Museum am Bessarabska-Platz seit Eröffnung über drei Millionen Besucher verzeichnen.
Es vergibt den mit 100.000 US-Dollar dotierten Future Generation Art Prize sowie den PinchukArtCentre Prize.